# Зграда у ул. С. Марковића 8 у Јагодини
Зграда у ул. С. Марковића 8 у Јагодини представља непокретно културно добро као споменик културе, решењем Завода за заштиту споменика културе у Крагујевцу бр. 973/1 од 4. новмбра 1976. године.
На углу улица Светозара Марковића и Јеврема Марковића налазила се породична кућа ових двеју личности. На основу прикупљених података познато је да је последњи потомак породице Марковић 1923. године кућу продао јагодинском банкару Марку Ђорђевићу. Објекат је историјски значајан јер је припадао породици Марковић као и због тога што је у њој живео Светозар Марковић за време боравка у Јагодини.
Зграда је срушена 2005. године.